# Koslan
Koslan (in lingua russa Кослан) è un villaggio situato in Russia, nella Repubblica dei Komi. È il centro amministrativo del distretto  Udorskij.